# ペルーダ

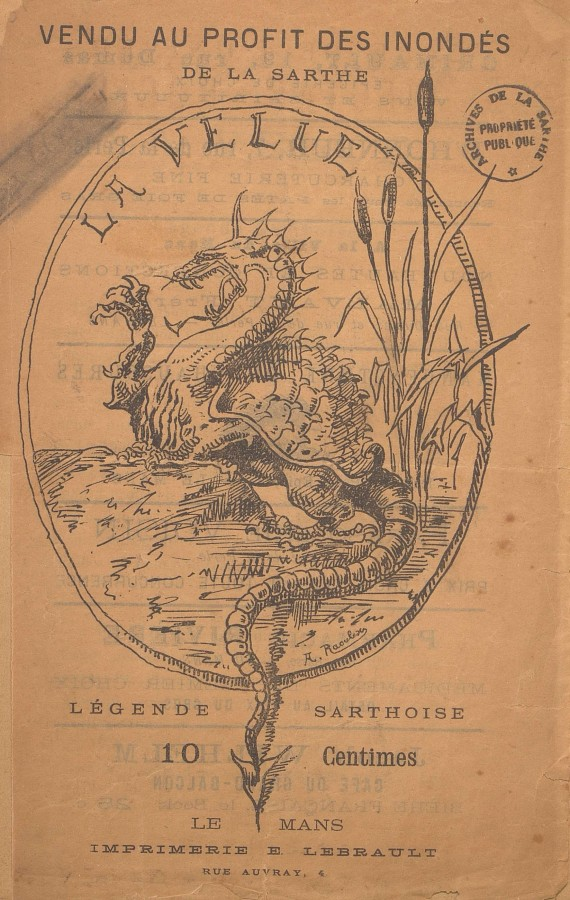
ヴリュ。フランス語で発行されたパンフレット（1889年）より— A. Raouleau 画

ペルーダ（スペイン語: la Peluda）、ヴリュ（フランス語: la velue、「毛むくじゃら」の意）は、フランス北部サルト県に伝わる怪物。中世盛期～後期頃、ユイヌ川沿いに住みラ・フェルテ＝ベルナール市など一帯を荒らしたと伝わる。
蛇頭蛇尾で、丸い胴体に緑色の長い体毛が生え、なかには有毒の刺がいくつもまぎれていた。洪水をおこし（または口から火焔を吹くことで）作物を枯らして飢饉を及ぼし、家畜や人間を食らい、獣も人も尾で打ち殺した。ついに、アニェル（「子羊」）と呼ばれる淑徳の乙女を餌食にしようとしたところ、その婚約者の剣で急所の尾を裂かれ退治された。

## 概要
「ラ・フェルテ＝ベルナールの毛むくじゃら獣」などとも紹介されるが、ユイヌ河岸に棲み、ラ・フェルテ＝ベルナールの市街にまで出現した；これは中世盛期あるいは中世後期15世紀のことと伝えられる。

### 名称と文献
フランスではヴリュ「毛むくじゃら」と民衆によって命名されたが、ホルヘ・ルイス・ボルヘス著『幻獣辞典』（1957年）では「ペルーダ」とスペイン語訳した名で記載されている。ボルヘス著書の英訳では「シャギー・ビースト」、または「ヘアリー・ビースト」と意訳されている。
古くはサルト県で発行された「ヴリュ」 のパンフレット（1889年）に、説明文が残されている。
ボルヘス『幻獣辞典』の記述は、作家クロード・ロワが文章を寄せた写真集（1952年）の記載に詳細まで酷似する。先例のパンフレットとも、おおまかにおいて合致する内容である。ロワより後に執筆された地元の学究コルドニエ＝デトリーの論文（1954年）もあるが、これも逸脱した内容ではない。

### 外見
フランスの資料によれば、蛇（あるいは竜）のような頭と尾を持ち、牡牛ほどの大きさで、体形は卵型、緑色の長い毛で覆われ、その合間から、刺されば致死性の（猛毒の）鋭い棘が突出」し、亀のような横幅のある足をしていた。
同族の仲間として タラスクというタラスコン市やボーケール市に名高い幻獣が挙げられると、コルドニエ＝デトリーは意見している。他にも、これらをひっくるめて「ドラゴン」の一種に指定する解説が見られる。

### 逸話
民間伝承によれば、ヴリュはノアの箱舟には乗船させられなかったものの、大洪水を生き残ったのだという。
後世になると、中世フランスのユイヌ川の岸辺に住み、近辺の村落を荒らし、ラ・フェルテ＝ベルナール市街までにも襲来して、同市の防壁など役にたたなかったという。竜蛇のような尻尾を振り回せば、人間も動物も打ち殺せた。（羊用の）囲い、すなわち牧柵内を襲っては、中の家畜（羊）をことごとく食らってしまう。
追い立てられると、ヴリュはユイヌ川に入り、これを氾濫させて洪水をおこし、作物に甚大な被害がもたらされて飢饉がおきた。ボルヘスは、怪物が火焔を発して作物を枯死させたとしているが、これは「火焔放射の口で作物に火をつける」というロワの描写と一致する。
人間も襲い食い殺し、特に児童や若い女性を狙うのだった。だが、町きっての淑女（その名も「子羊」を意味するアニェル）を捕え食おうとしたところ、娘の婚約者がやってきて剣で尾を切り裂き、そこが弱点だったことからヴリュは即死した。怪物が倒された場所はイヴレ＝レヴェックの橋だと伝わっている。この勝利は、のち長らくラ・フェルテ＝ベルナールやコネレの町で祝され、 民衆は怪物をはく製にしたか、エンバーミング（防腐処理保存）したと伝えられている。

### 図像学
ヴリュの描画が、前述の1889年発行の救済パンフレットの表紙にあしらえられている。邦書では例えば『幻想世界 幻獣事典』（インプレス、2016年）のペルーダ（画・前田隆）を掲載。
テラコッタ製の塑像（推定17～18世紀の作）が「ヴリュ」像としてテュフェ市の修道院に安置されている。ラ・シャペル＝サン＝レミ市へつづく道路わきの溝で発見されたものという。テュフェの広場にはヴリュ噴水が2007年に設置されている。

## 大衆文化
"Baldik"は、ヴリュがふたたびペルシュ・エメロード特区に出現という設定のゲーム・アプリで、ラ・フェルテ＝ベルナール観光局が配布したと報道されている。
スクウェア社の「クロノ・トリガー」のラスボスである「ラヴォス」が、ペルーダに似ていると指摘される。